# Cathédrale de la Sainte-Trinité de Blaj
Pour les articles homonymes, voir Cathédrale de la Sainte-Trinité.
 (février 2025).
La cathédrale de la Sainte Trinité de Blaj est un édifice baroque de Transylvanie, fondé par l'évêque gréco-catholique Inocențiu Micu-Klein et construit entre 1738 et 1749, d'après les plans des architectes viennois Anton Erhard Martinelli et Johann Baptist Martinelli.

## Description
L'iconostase a été réalisée en bois de tilleul dans le style baroque post Brâncoveanu, par l'ébéniste Aldea de Târgu Mureș. L'iconostase a été apportée à Blaj en morceaux et posée dans la cathédrale. Les icônes de l'iconostase furent peintes par le maître Stephen Tenetzky d'Arad, en 1765. Cette iconostase est considérée comme la plus importante de toute la Roumanie de par ses dimensions et la richesse de son décor.
Le grand tapis tissé en 1900 dans le  Maramureș, selon les cartons du peintre Octavian Smigelschi (1866-1912), n'est exposé dans la cathédrale que pour les grands événements. Sur ce tapis est représenté un gigantesque aigle aux ailes déployées au-dessus de la cité. Le fond rouge, jaune et bleu représente les couleurs du drapeau national roumain.
Les peintures de la coupole de la cathédrale ont été réalisées par les peintres Stan et Iacob de Rășinari entre 1748 et 1749. Elles représentent des scènes de la vie du Sauveur, la Liturgie céleste, et dans le registre supérieur au sommet de la coupole les portraits de neuf papes.
Dans l'espace de l'autel, le peintre Raicu a réalisé trois peintures : la Descente du Saint-Esprit, dans l'abside ; le Baptême de Jésus dans le Jourdain et la Mise au tombeau de Jésus de part et d'autre de l'autel.
Les peintures sur bois de la chaire ont également été réalisées par Raicu. Elles représentent, le long de l'escalier, saint Basile le Grand, l'archevêque de la Césarée de Cappadoce ; saint Grégoire le Grand, pape de Rome ; saint Jean Chrysostome, l'archevêque de Constantinople. À l'extérieur de la chaire sont représentées les icônes des quatre Évangélistes : Matthieu, Marc, Luc et Jean.

## Historique

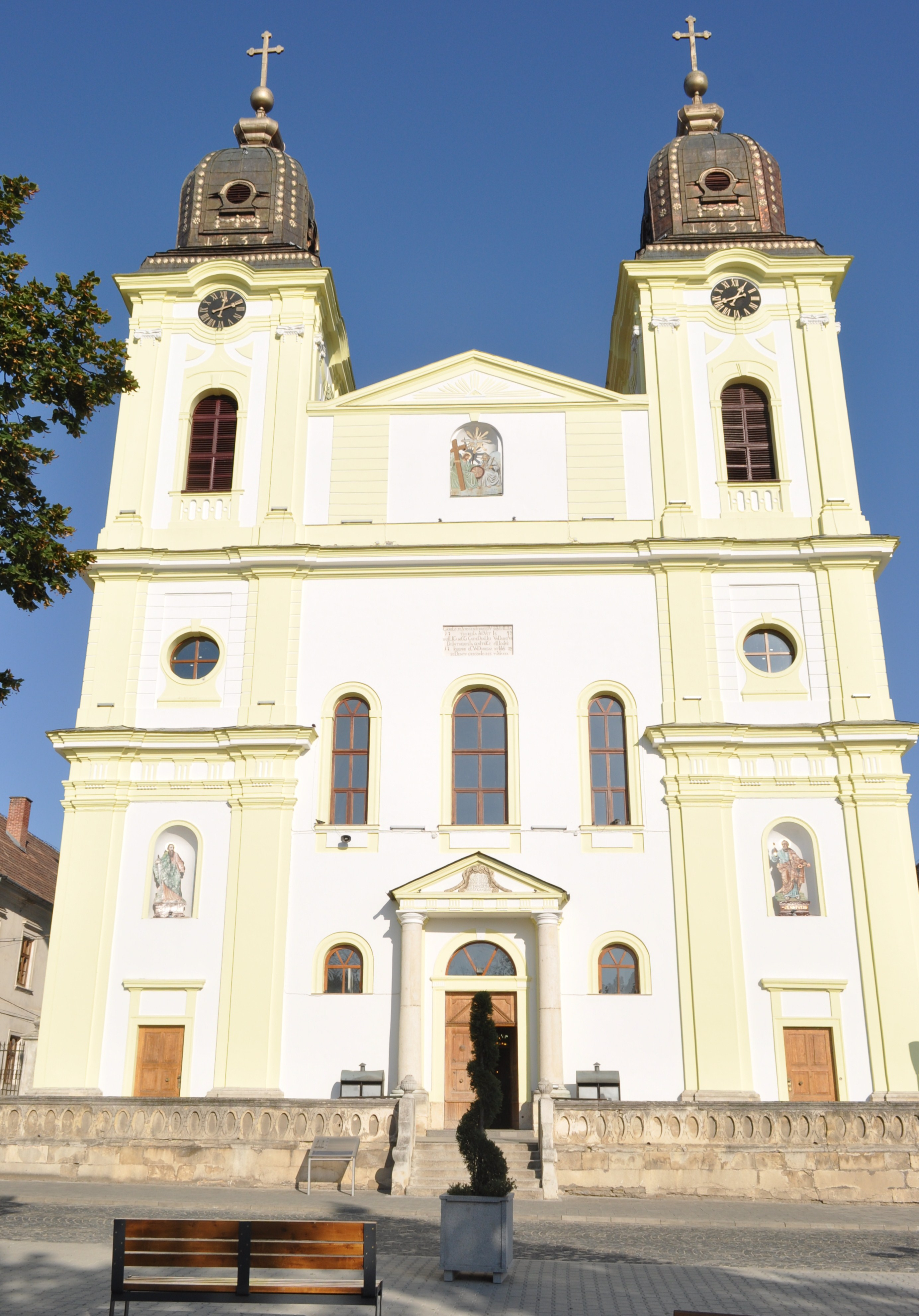
cathédrale de la Sainte trinité de Blaj

En mai 1737, alors que Blaj n'est qu'un petit domaine nobiliaire, l'évêque gréco-catholique Inocențiu Micu-Klein 1692-1768 décide de transférer le siège épiscopal de Făgăraș à Blaj, et envisage la construction de la Cathédrale de la « Sainte Trinité ». Ce sera le premier édifice baroque du territoire roumain. Il en commande les plans à deux architectes viennois, d'origine italienne, Anton Erhard Martinelli et Johann Baptist Martinelli. Ils vont s'inspirer des plans de l'Église des Piaristes de la Sainte Trinité de Cluj, la première église catholique construite en Transylvanie après la Réforme religieuse protestante.
Le 30 mars 1738, l'évêque Inocențiu Micu-Klein avait passé un contrat avec Johann Martinelli, l'architecte de la Cour impériale viennoise, pour la réalisation de la cathédrale, des écoles et du Monastère de la « Sainte Trinité », contre un montant de 61 000 de florins autrichiens. Les travaux de la construction de la cathédrale finirent partiellement en 1747.
27 ans après le début de la construction, lorsque l'iconostase - œuvre de l'ébéniste Aldea de Târgu Mureș - est terminée, la cathédrale est consacrée le 14 septembre 1765, par le successeur de son fondateur, l'évêque Petru Pavel Aron.
Entre 1835 et 1842, sous la direction de l'évêque Ioan Lemeni (1780-1865), on procède à des travaux d'extension de la cathédrale: en 1838, on a ajouté à la cathédrale les deux tours monumentales et on a aménagé le parvis. Les transformations architecturales sont mentionnées par l'inscription datée du 1838, au-dessus de l'entrée principale.
La cathédrale a été reconfirmée comme symbole de la renaissance nationale le 14 mai 1848, lorsque Simion Bărnuțiu prononce, de la chaire, son célèbre discours qui a été considéré comme l'origine de la révolution roumaine de Transylvanie.
Le 1er décembre 1948, par le Décret 358, les autorités communistes roumaines envisageaient fixer définitivement le sort de l’Église gréco-catholique roumaine: tous ses biens étaient confisqués et son existence légale cessait immédiatement. Tous ses évêques, ainsi que les prêtres qui avaient refusé le passage à l'orthodoxie furent emprisonnés. C'est ainsi que la Cathédrale de la Sainte Trinité de Blaj a été donnée, par l'État communiste roumain, à l'usage de l'Église orthodoxe roumaine.
À la fin du décembre 1989, à la suite de la débâcle du régime communiste en Roumanie, l'activité de l'Église grecque-catholique roumaine est redevenue légale. C'est à peine en 1991, que la cathédrale de Blaj est entrée, de nouveau, à l'usage de l'Église grecque-catholique roumaine.
Sous la direction de l'archevêque et métropolite Lucian Mureșan, une série de travaux de restauration intérieure et extérieure a été réalisée entre 1995 et 1996.
Le 2 août 1997, les restes de la dépouille du fondateur de la cathédrale de la Sainte Trinité, l'évêque Inocențiu Micu-Klein, qui reposaient dans l'église Basilica Madonna del Pascolo de Rome, ont été transférés selon son désir en Roumanie. Il repose depuis Le 19 octobre 1997, dans un tombeau située à droite de l'iconostase dans la cathédrale de la « Sainte Trinité » de Blaj.
En 2002, la dépouille d'un autre martyr de l'église roumaine a été placée dans un tombeau situé à gauche de l'iconostase; il s'agit du cardinal Alexandru Todea (1912-2002).
Actuellement, la cathédrale de la Sainte Trinité sert de cathédrale archiépiscopale majeure de l'Église roumaine unie à Rome (gréco-catholique).
La cathédrale de la Sainte Trinité domine la place centrale 1848 de Blaj à côté de l'école de théologie.

## Galerie d'images

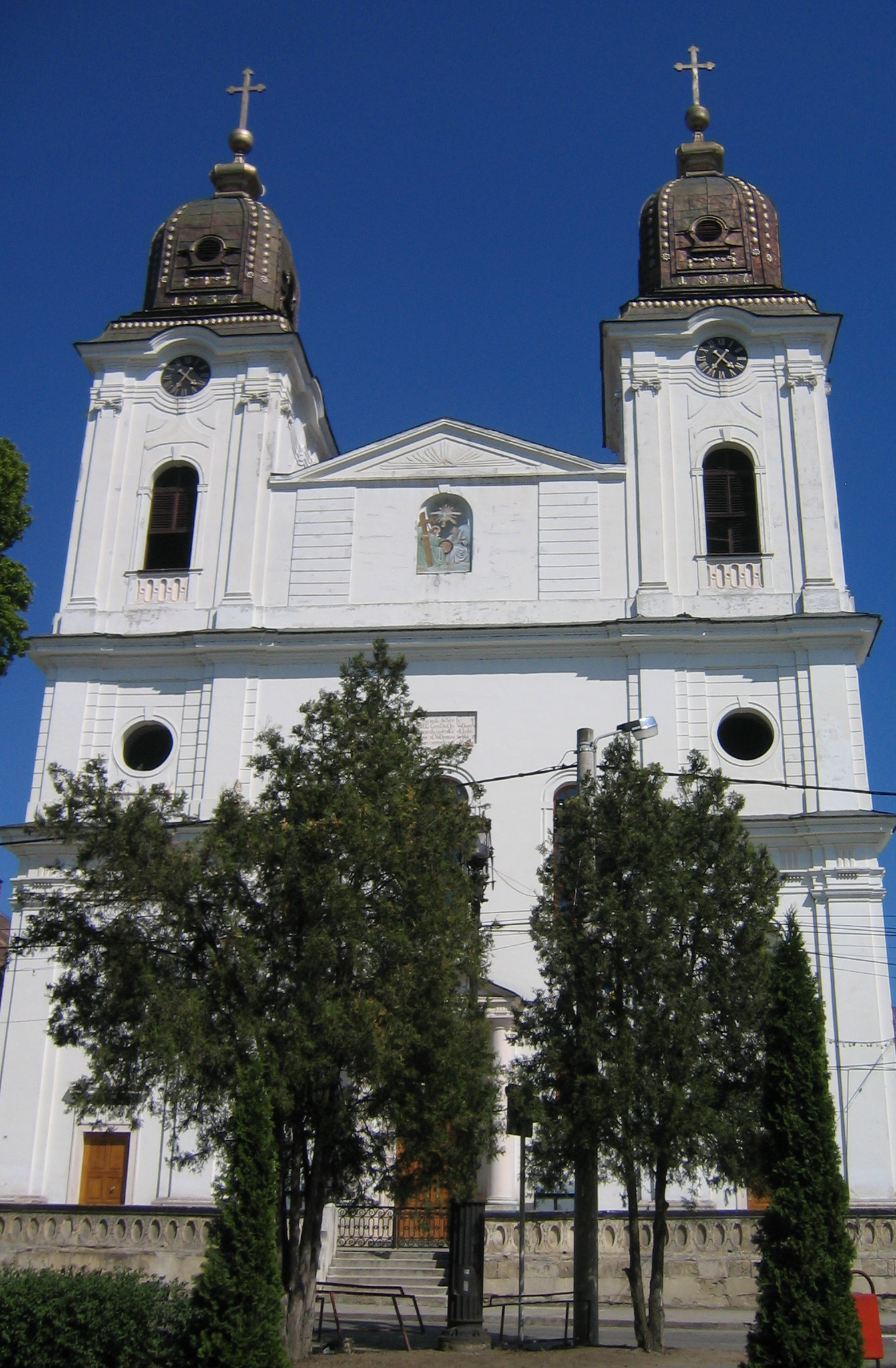
Cathédrale de la Sainte-Trinité de Blaj façade en 2006
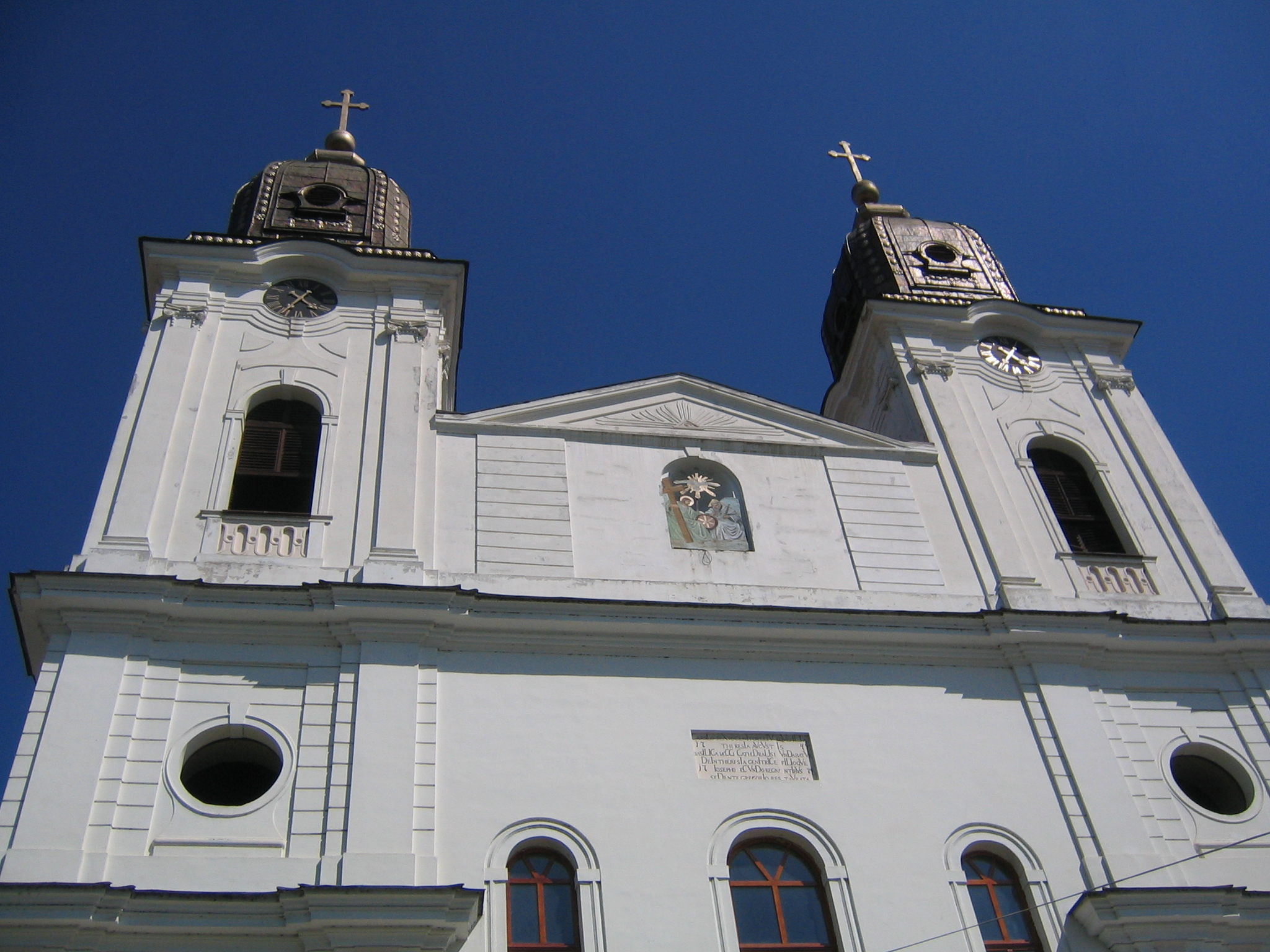
La façade et les tours de la cathédrale
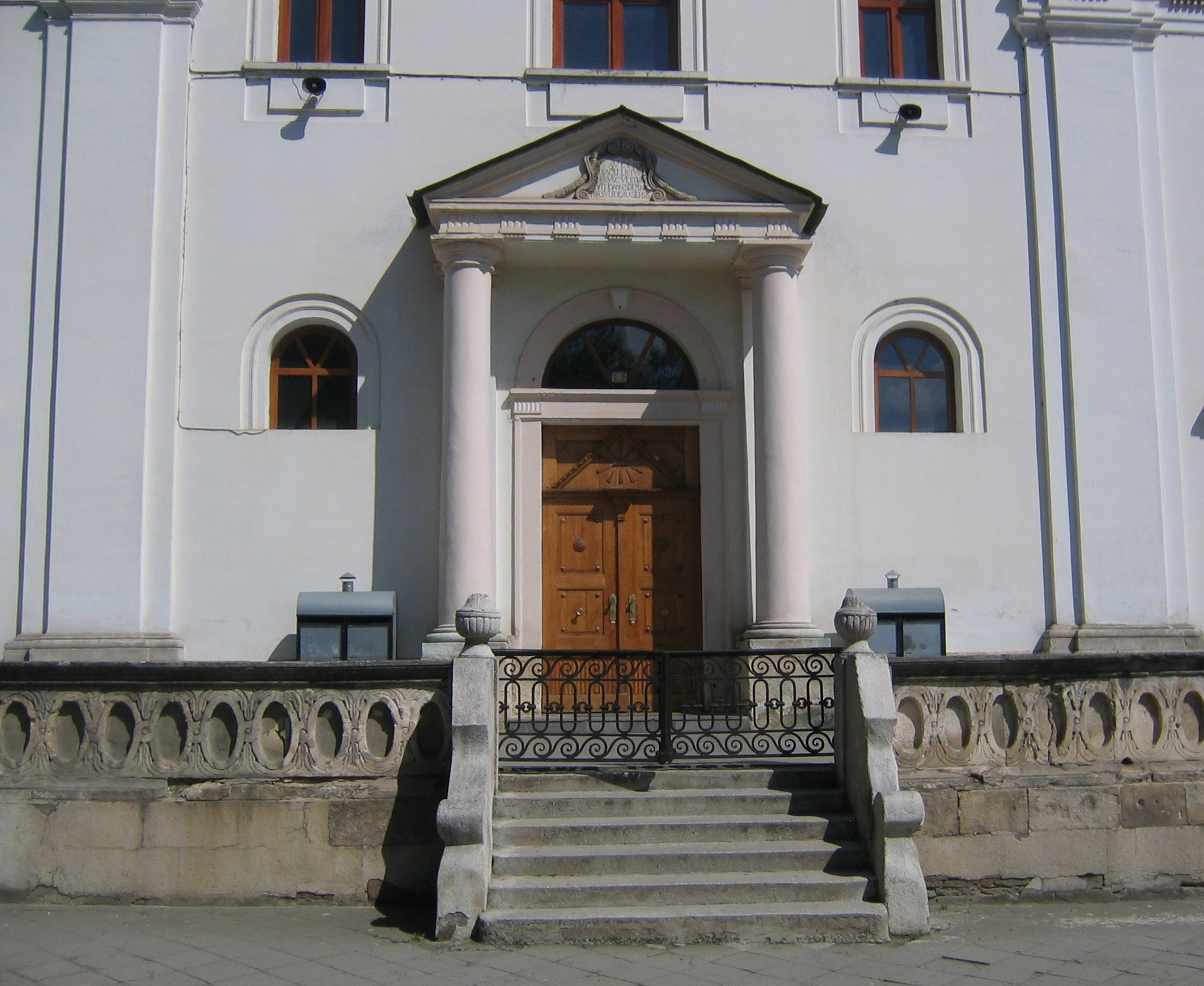
L'entrée principale
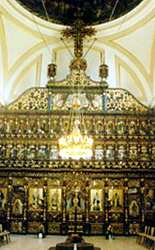
L'iconostase de la cathédrale de la Sainte-Trinité de Blaj
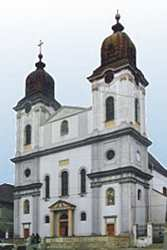
Cathédrale de la Sainte-Trinité de Blaj façade en 2007